# Passiflora amicorum
Passiflora amicorum är en passionsblomsväxtart som beskrevs av John Julius Wurdack. Passiflora amicorum ingår i släktet passionsblommor, och familjen passionsblomsväxter. Inga underarter finns listade i Catalogue of Life.